# Hexafluorethaan
Hexafluorethaan of perfluorethaan is het volledig gefluoreerde derivaat van de verzadigde koolwaterstof ethaan: alle zes waterstofatomen van ethaan zijn vervangen door fluoratomen. Het is een niet-brandbaar gas, dat vrijwel onoplosbaar is in water.

## Synthese
Hexafluorethaan kan onder meer gevormd worden door de reactie van, al dan niet gechloreerd en/of gefluoreerd etheen met waterstoffluoride, of van ethaan met fluorgas.

## Toepassingen
Hexafluorethaan wordt ingezet in de productie van halfgeleidercomponenten als etsgas of reinigingsgas. Het wordt ook gebruikt als koelmiddel.

## Toxicologie en veiligheid
Hexafluorethaan is een gas dat ca. 4,8 keer zwaarder is dan lucht. De temperatuur en druk bij het kritisch punt zijn respectievelijk 19,7 °C en 29,8 bar.
Het gas tast de ozonlaag niet aan, en het is niet onderworpen aan het Montréal-protocol. Hexafluorethaan heeft echter een hoog aardopwarmingsvermogen, 12.200 keer zoveel als koolstofdioxide voor een periode van 100 jaar.